# ヤツメカミキリ
ヤツメカミキリ (Eutetrapha ocelota) はカミキリムシ科の昆虫の1つ。小柄なカミキリで、灰色ないし黄色の背面に黒い斑紋を持ち、特に前翅の両端沿いに4対の斑紋が並んでいるのが目立つ。

## 特徴
全体に灰色から黄色を帯びた橄欖色の短い毛を密生しており、頭部と体の背面ではこれに黒い剛毛が混じっている。体長は13～19mm。頭部の後端近くに2個、複眼の後ろに1個ずつの黒い斑紋があり、前胸背では中程に方形に並んだ4個の黒斑と、その左右縁沿いに1対の黒斑があり、前翅ではその肩部分が黒く、また縁沿いに4個の円い黒斑がほぼ等間隔に並んでおり、それらの斑紋の間は色が明るい目となっている。ただし変異もあり、全体に黄色みを帯びないものや黒色の斑紋が退化した個体もある。
頭部は前が垂直になっており、触角は体長より長く、また第3節が第4節より遙かに長くなっている。また触角は黒いが第3節ではその後半部が灰緑色になっている。前胸は円筒形で棘はない。前肢の背面は扁平になっており、側面は背面に対してほぼ垂直になっており、先端は切り落とした形よりやや丸みを帯びる。腹部の尾端の節は他の節より長く、特に雌では前翅の端を少し越えており、その背面の正中部には縦溝がある。歩脚は短め。

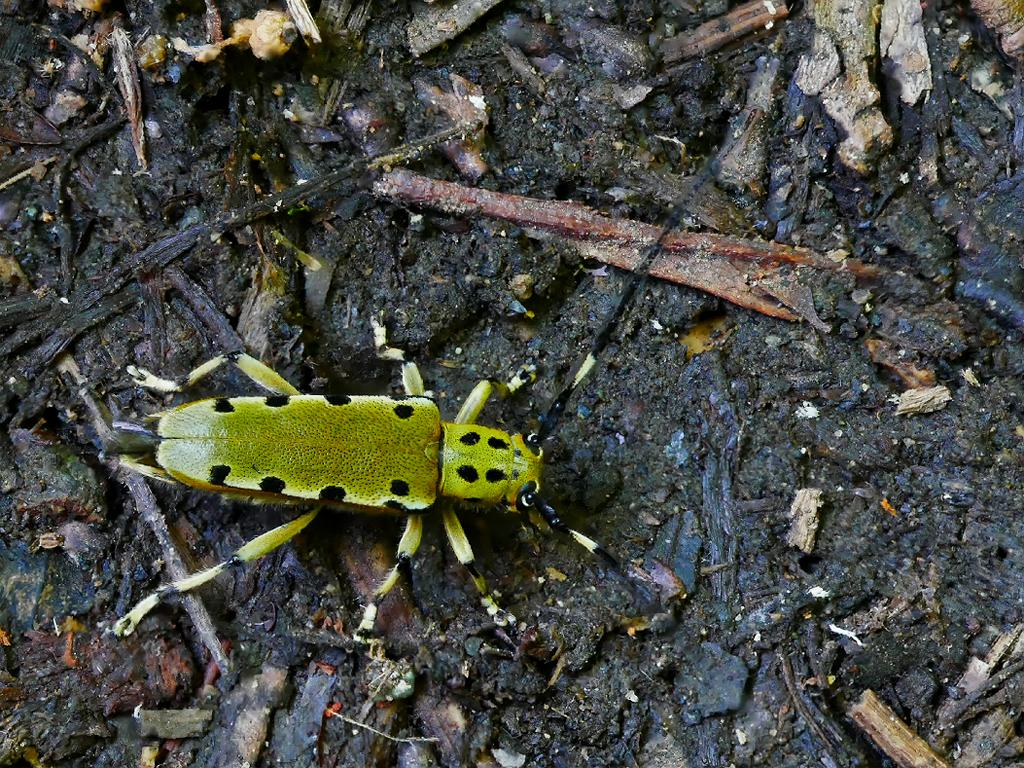
撮影のために地表に下ろしたもの 背面
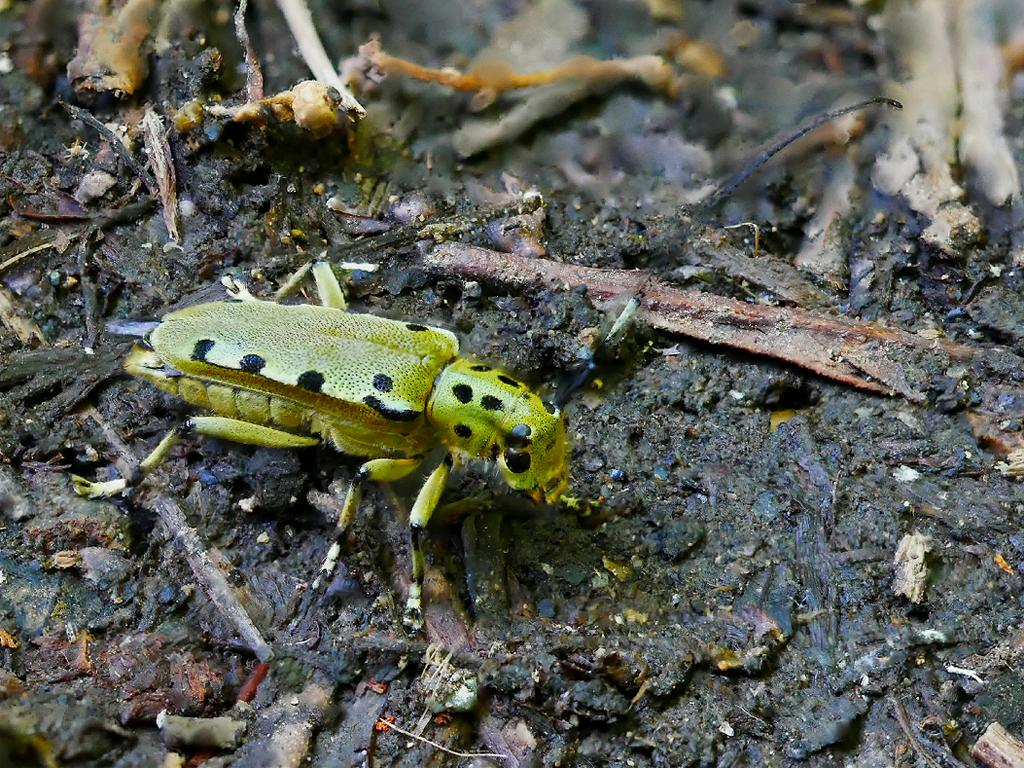
同じく側面、やや斜め前から

## 分布
日本には広く分布し、北海道、本州、四国、九州、それに壱岐、対馬、伊豆大島、屋久島、沖縄から知られ、国外では台湾に分布がある。

## 生態など
成虫は5～8月に出現し、温帯樹林帯のウメ、サクラ類の幹に多く集まって見られる。なお、本種の体色はそれらの樹皮によく見られるウメノキゴケなどに紛らわしく、それに対する保護色であると考えられる。成虫はウメ、サクラ類の生きた葉を食べ、雌はそれらの伐採木や生きた樹木の損傷部の周りなどに不明瞭な噛み傷をつけてそこに産卵し、幼虫は樹皮下を食べて成長し、蛹化する際には材部に浅く潜り込んで蛹室を作る。

## 分類、近似種など
本種の所属するシナカミキリ属はアジア産の数種からなる小さな属で、日本には以下のような種がある。それぞれよく似ているが、おおむね斑紋で区別出来る。
- Eutetrapha
  - E. chrysochloris ハンノアオカミキリ
  - E. oceluotaV ヤツメカミキリ
  - E. sedecimpuncutata シナカミキリ